# پل ۲۷۶
پل ۲۷۶-تیر۴ مربوط به دوره پهلوی اول است و در شهرستان سوادکوه، بین ایستگاه‌های سوادکوه و پل سفید واقع شده و این اثر در تاریخ ۲۲ مرداد ۱۳۸۴ با شمارهٔ ثبت ۱۳۰۹۵ به‌عنوان یکی از آثار ملی ایران به ثبت رسیده‌است.